# Heikki A. Alikoski
Sylvain Julien Victor Arend, född 1912 i Uleåborg, Finland, död 28 december 1997 i Åbo, Finland, var en finsk astronom.
Minor Planet Center listar honom som upptäckare av 13 asteroider mellan 1938 och 1953.
Asteroiden 1567 Alikoski är uppkallad efter honom.

## Asteroid upptäckt av Heikki A. Alikoski
| 1508 Kemi        | 21 oktober 1938  |
| 1512 Oulu        | 18 mars 1939     |
| 1697 Koskenniemi | 8 september 1940 |
| 1715 Salli       | 9 april 1938     |
| 1786 Raahe       | 9 oktober 1948   |
| 2180 Marjaleena  | 8 september 1940 |
| 2257 Kaarina     | 18 augusti 1939  |
| 2487 Juhani      | 8 september 1940 |
| 2573 Hannu Olavi | 10 mars 1953     |
| 2714 Matti       | 5 april 1938     |
| 2911 Miahelena   | 8 april 1938     |
| 3776 Vartiovuori | 5 april 1938     |
| 4066 Haapavesi   | 7 september 1940 |